# Sevada schimperi
Sevada schimperi är en amarantväxtart som beskrevs av Horace Bénédict Alfred Moquin-Tandon. Sevada schimperi ingår i släktet Sevada och familjen amarantväxter. Inga underarter finns listade i Catalogue of Life.